# Кибалчич (кратер)
Кибалчич (лат. Kibalʹchich) је ударни кратер који се налази на екваторијалној области удаљене стране Месеца. Назван је у част руског револуционара, народновољца и пионира ракетне технологије, Николаја Кибалчича 1966. године.
Истраживање удаљене стране Месеца је започето мисијом совјетске сонде Луна 3, која је 1959. фотографисала страну Месеца која није видљива са Земље. Прелетом сонде Зонд 3, 1965. године извршено је и мапирање Месечеве површине, укључујући и Кибалчич, који се поново примећује и на снимцима Зонда 6.
На основу новијих података добијених од сонди из совјетског програма Зонд и америчког програма Лунарни орбитер, извршене су одређене корекције и 1970. Међународна астрономска унија прихвата више стотина имена међу којима се налази и Кибалчич.
Настанак кратера се везује за нектаријски период, од пре 3,92-3,85 милијарди година.

## Сателитски кратери
| Тесла | Ширина | Дужина   | Пречник |
| ----- | ------ | -------- | ------- |
| H     | 2.0° N | 144.2° W | 40 km   |
| Q     | 0.7° S | 149.0° W | 25 km   |
| R     | 0.6° N | 150.1° W | 29 km   |

Конвенцијом су ове карактеристике идентификоване на лунарним картама стављањем слова на страну средишта кратера која је најближа Кибалчичу.